# Brook (Surrey)
Brook – wieś w Anglii, w hrabstwie Surrey, w dystrykcie Waverley. Leży 57 km na południowy zachód od centrum Londynu.